# فيرنر ستارك
فيرنر ستارك هو اقتصادي تشيكي، ولد في 2 ديسمبر 1909 في ماريانسكي لازني في التشيك، وتوفي في 4 أكتوبر 1985 في سالزبورغ في النمسا.